# Fluxon
Un fluxon est, en physique, une quasi-particule décrivant un quantum de flux électromagnétique. Les fluxons sont similaires aux mésons du point de vue de leurs propriétés.

## Comportement électromagnétique
Les fluxons existent sous deux états : les fluxons électriques et les fluxons magnétiques. Les fluxons électriques possèdent un spin +½ et les fluxons magnétiques ont un spin -½. Les fluxons exercent sur leur environnement une force dépendante de leur spin qui peut être déterminée par les lois de Coulomb et de Biot-Savart. La densité de fluxons dans une région particulière de l'espace est directement proportionnelle au flux électrique ou magnétique dans cette région.